# Hyposmocoma menehune
Hyposmocoma menehune — вид молі. Ендемік гавайського роду Hyposmocoma.

## Поширення
Зустрічається на острові Ніхоа в каньйоні Міллеру.

## Опис
Дорослі молі мають розмах крил 7,2—7,4 мм.

### Личинкова стадія
Личинки плетуть кокон. Кокон гусениці — від сірого до сіро-коричневого кольору, циліндричної форми, довжиною 3,7—4,0 мм, схожий на кокон Hyposmocoma nihoa, але без характерного загостреного дистального відділу.